# Herochroma urapteraria
Herochroma urapteraria là một loài bướm đêm trong họ Geometridae.